# مسجد سلطان حسن

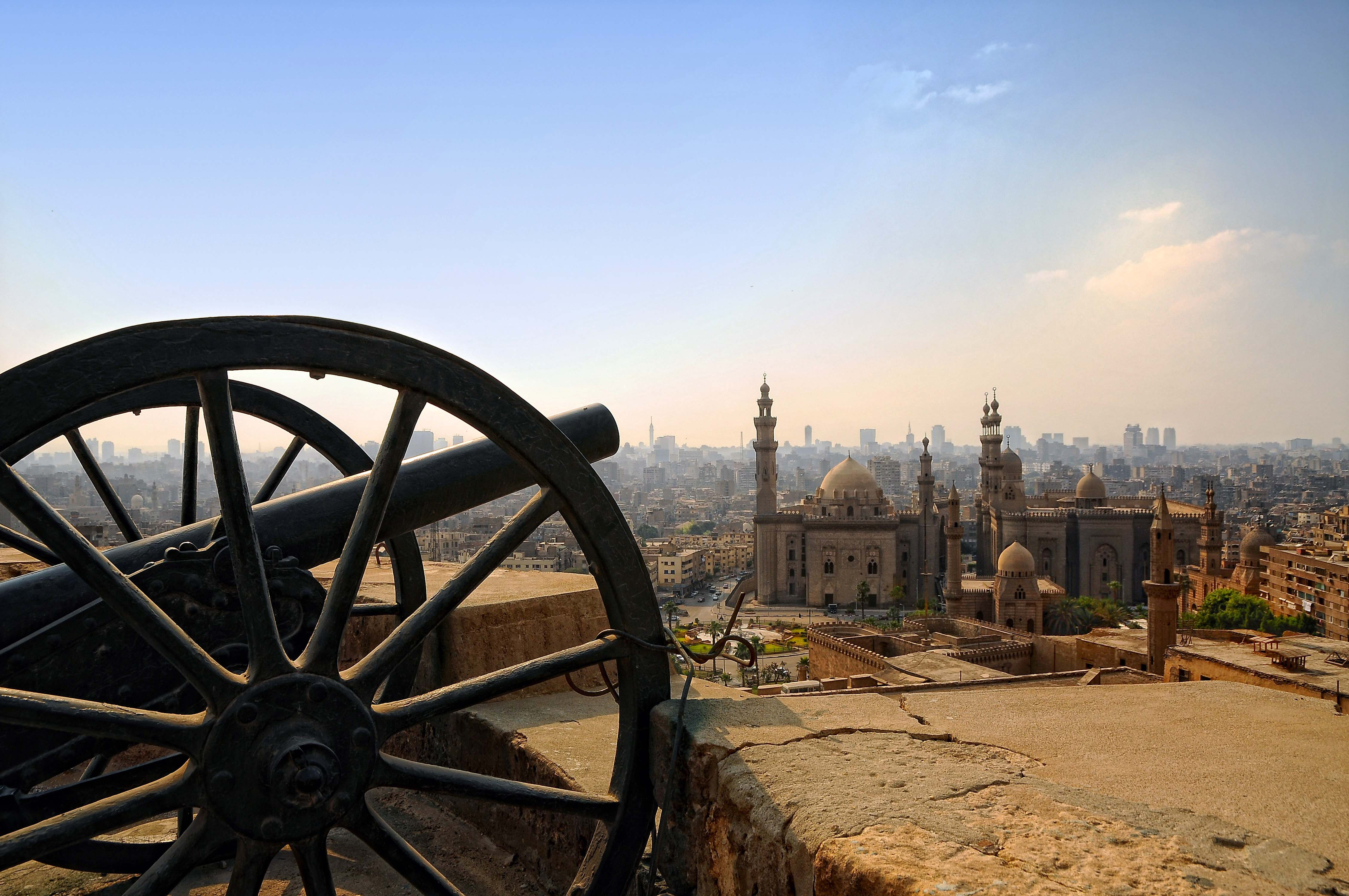
نمایی از دو مسجد مهم و تاریخی رفاعی (راست) و سلطان حسن (چپ) از فراز قلعه صلاح‌الدین در مرکز شهر قاهره.

مسجد سلطان حسن (به عربی: مسجد و مدرسة السلطان حسن) مسجدی‌است در قاهره، که در سال ۷۶۲ قمری برابر با سال ۱۳۶۱ میلادی ساخته شده‌است. در این مسجد چهار اتاق بزرگ طاق‌دار وجود دارند که به حیاط اندرونی باز می‌شود و از آن‌ها همچون شبستان و جایگاه موعظه بهره‌گیری می‌شود و نیز مدرسه‌ها و حجره‌های طلاب علوم و آرامگاه سلطان. ابعاد اصلی این مسجد ۱۵۰ متر در ۶۸ متر است. این ساختمانی‌است در مساحتی مستطیل که درازای آن در امتداد قبله قرار دارد. این بنا بین ۱۳۵۶ تا ۱۳۶۳ در دوره سلطنت ممالیک بحری و به دستور سلطان الناصر حسن ساخته شد. این مسجد از نظر عظمت و اجزای معماری بدیع قابل توجه بود و امروزه نیز یکی از چشمگیرترین آثار تاریخی قاهره محسوب می‌شود.

## تاریخ
مسجد سلطان حسن مملوکی را خاندانی ترکمن تبار به نام مملوکیان از سال 756 هجری قمری تا 760 هجری قمری در قاهره احداث کرد. این مسجد-مدرسه را سلطان حسن در سال 757 هجری قمری برای مذاهب چهار گانه اسلامی بنیان نهاد.

## کاربری
شیوه معماری در این بنا به صورت چند جهته به کار رفته است و کاربری آن به منظور مسجد و مدرسه است که مزار سلطان در آن قرار دارد.
در گذشته قسمتی از این مسجد کاربری بیمارستان داشته است.
این نوع معماری به کار رفته در مسجد سلطان حسن برای کاربری های متفاوت موجب گردید بناهایی به سبک آن در مصر ساخته شود.

## سازه
مسجد سلطان حسن به عنوان یکی از زیباترین بناهای هنر اسلامی شناخته می‌شود. مساحت این بنا 7900 متر مربع می‌باشد و چهار رواق دارد.
مصالح استفاده شده در نمایی از مسجد که متصل به خیابان است سنگ می‌باشد. این نما در جهت طول خیابان و برخلاف جهت قبله می‌باشد، اما فضای داخلی مسجد در جهت قبله ساخته شده است.
مسجد سلطان حسن که یک مسجد بزرگی است دارای ایوانی است که طول آن پنج متر از ایوان کسری بلندتر است.

## معماری
در این بنا چهار رواق به منظور آموزش چهار مذهب اسلامی قرار دارد.
ایوان‌هایی از چهار کنج حیاط داخلی به صورت چلیپاها (صلیب) نمایان می‌شوند. در بین آن‌ها اتاق‌های مطالعه و کلاس‌های درس قرار گرفته است. مزار بانی این مسجد نیز به شکل چهار ضلعی و گنبدی بلند در ایوان اصلی این بنا جای گرفته است.
نگاهی گذرا به حیاط درونی مسجد سلطان حسن برای فهم قدرتِ فرم قوسی کافی است. در حیاط درونی دیوارها فرم کمان‌های هموار را توسط کتیبه‌ای کم عرض به صورت برجسته نشان داده اند. یکی از اتاق های واقع در حیاط، در قسمت زیرین به وسیله مرمرهای رنگی پوشیده شده است و یک محراب را نمایش می‌دهد. این سطح رنگی، از قسمت بالا به وسیله یک نوار خطی گچکاری شده، بسته می‌شود و در ادامه این نوار خطی از سمت دیوار‌های کناری اتاق تا دیوار حیاط داخلی (حیاط خلوت) کشیده شده است. این کتیبه گچی، قسمت زیرین دیوار اتاق را که به شکل کاملی تعبیه شده است، به یکدیگر متصل میکند و همزمان محراب رنگارنگ را به جهت حیاط خلوت سوق میدهد. علاوه بر این نوار خطی با طیف رنگی خود از روی دیوار میگذرد. در این مورد، سطوح صاف از دیوارهای مرمری و دیوارهای گچی دارای اهمیت بیشتری است.

## نگار خانه

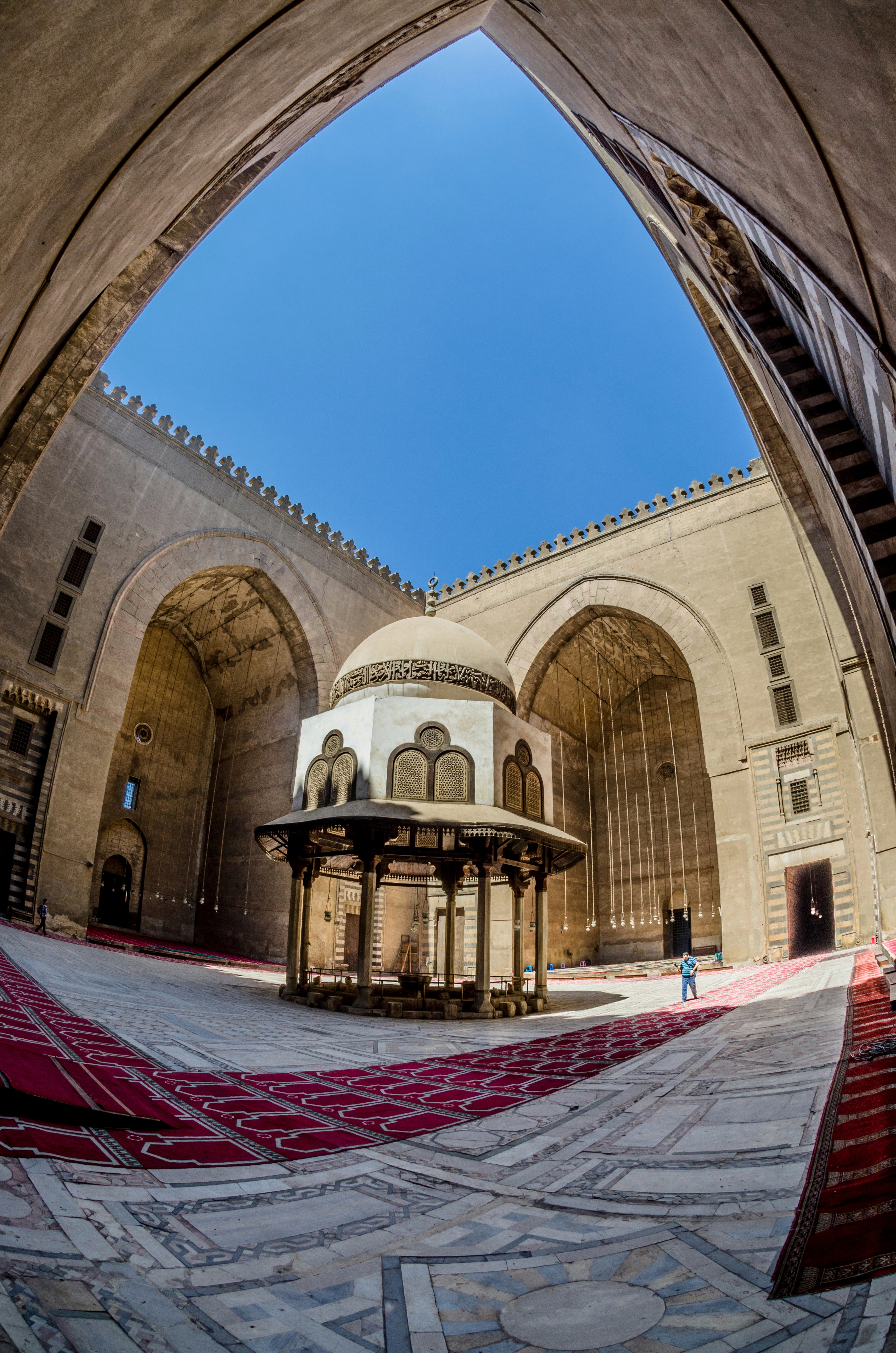
فضای داخلی مسجد السلطان حسن

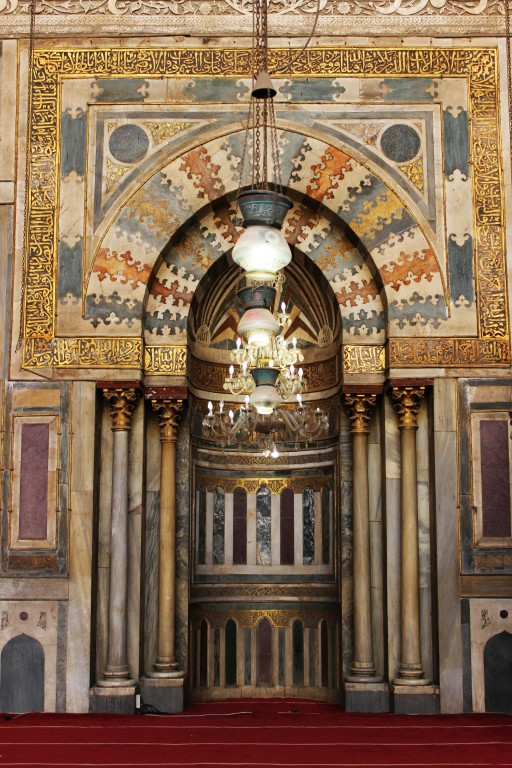
محراب مسجد السلطان حسن در قاهره

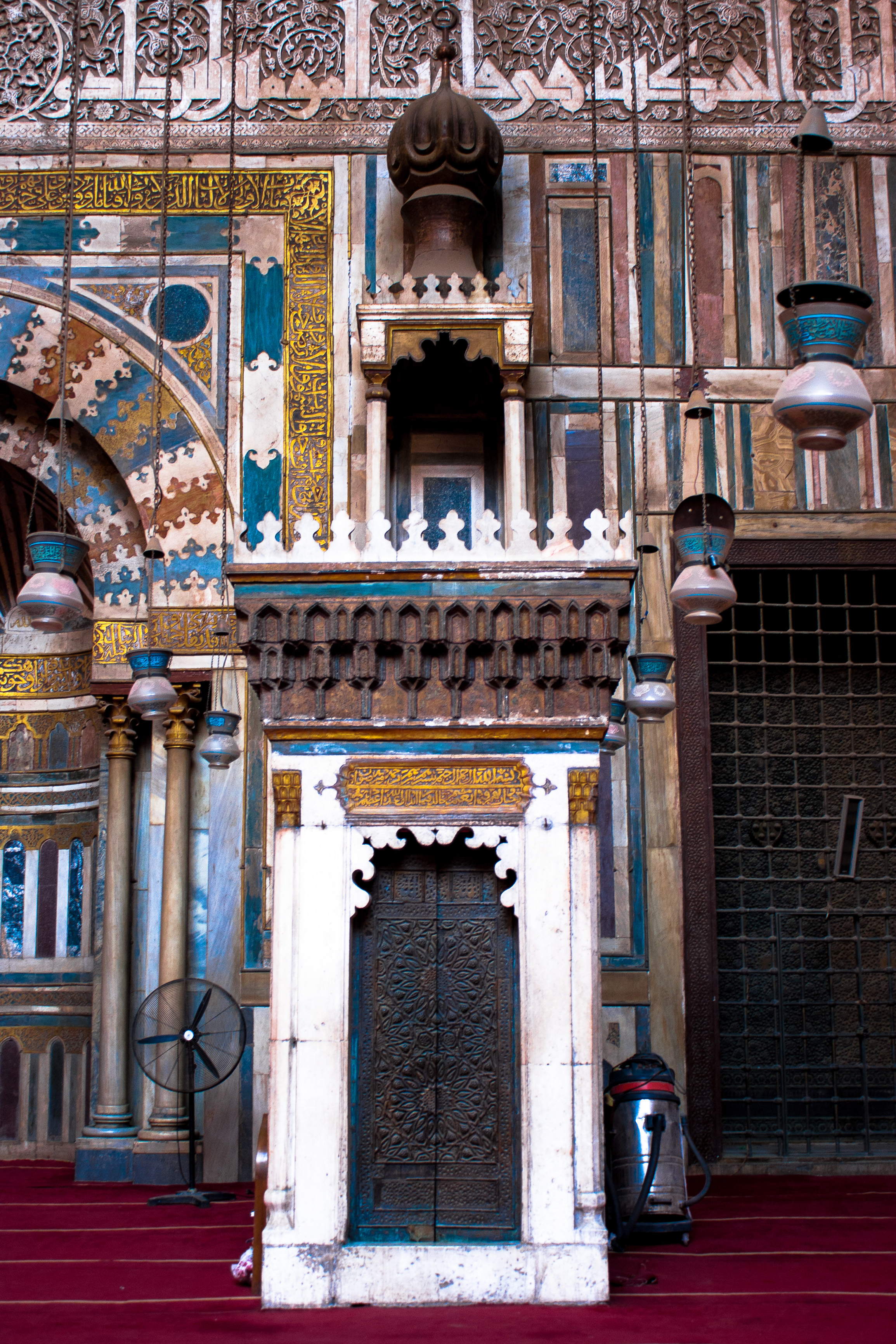
منبر مسجد السلطان حسن - Platform of Sultan Hassan mosque

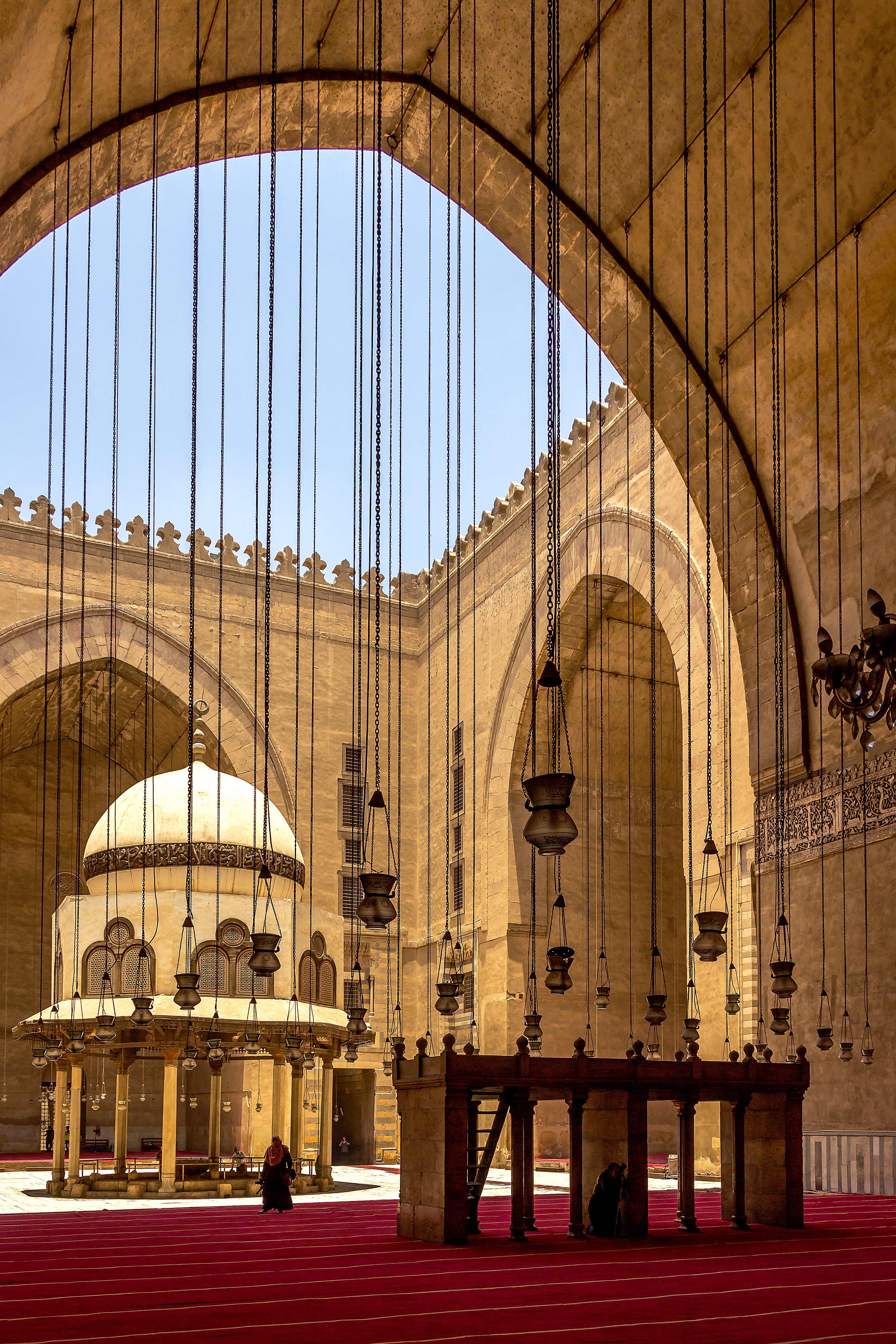
فضای داخلی مسجد سلطان حسن و نمایش قوس ها

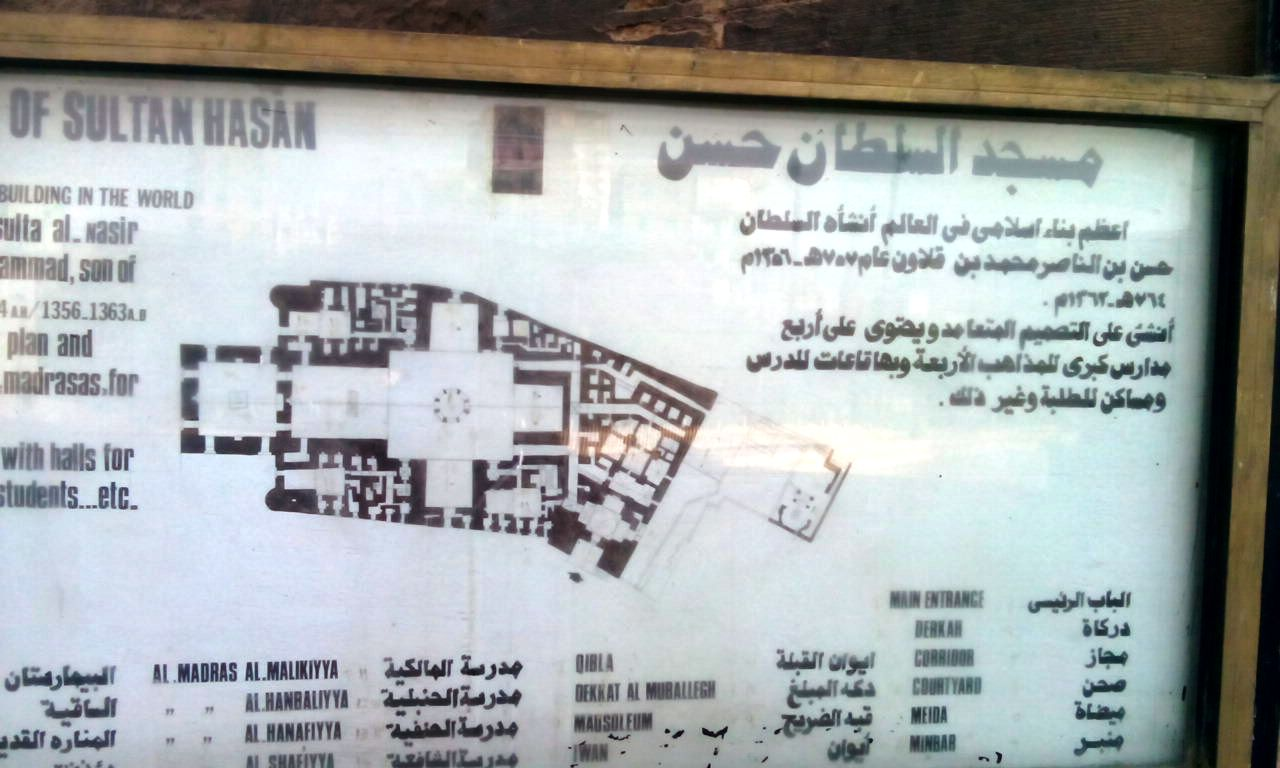
پلان کلی مسجد سلطان حسن

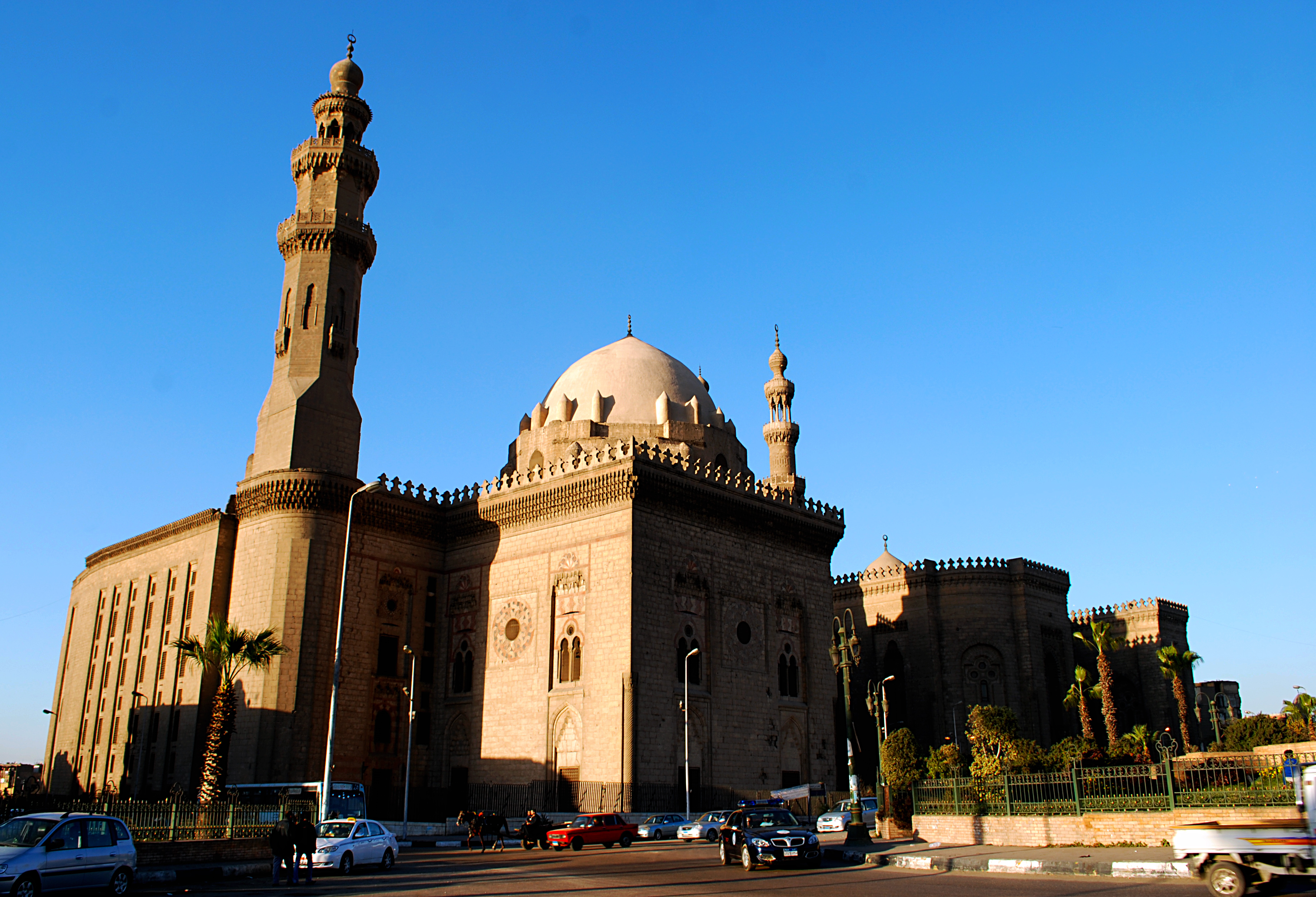
نمای بیرونی مسجد-مدرسه سلطان حسن

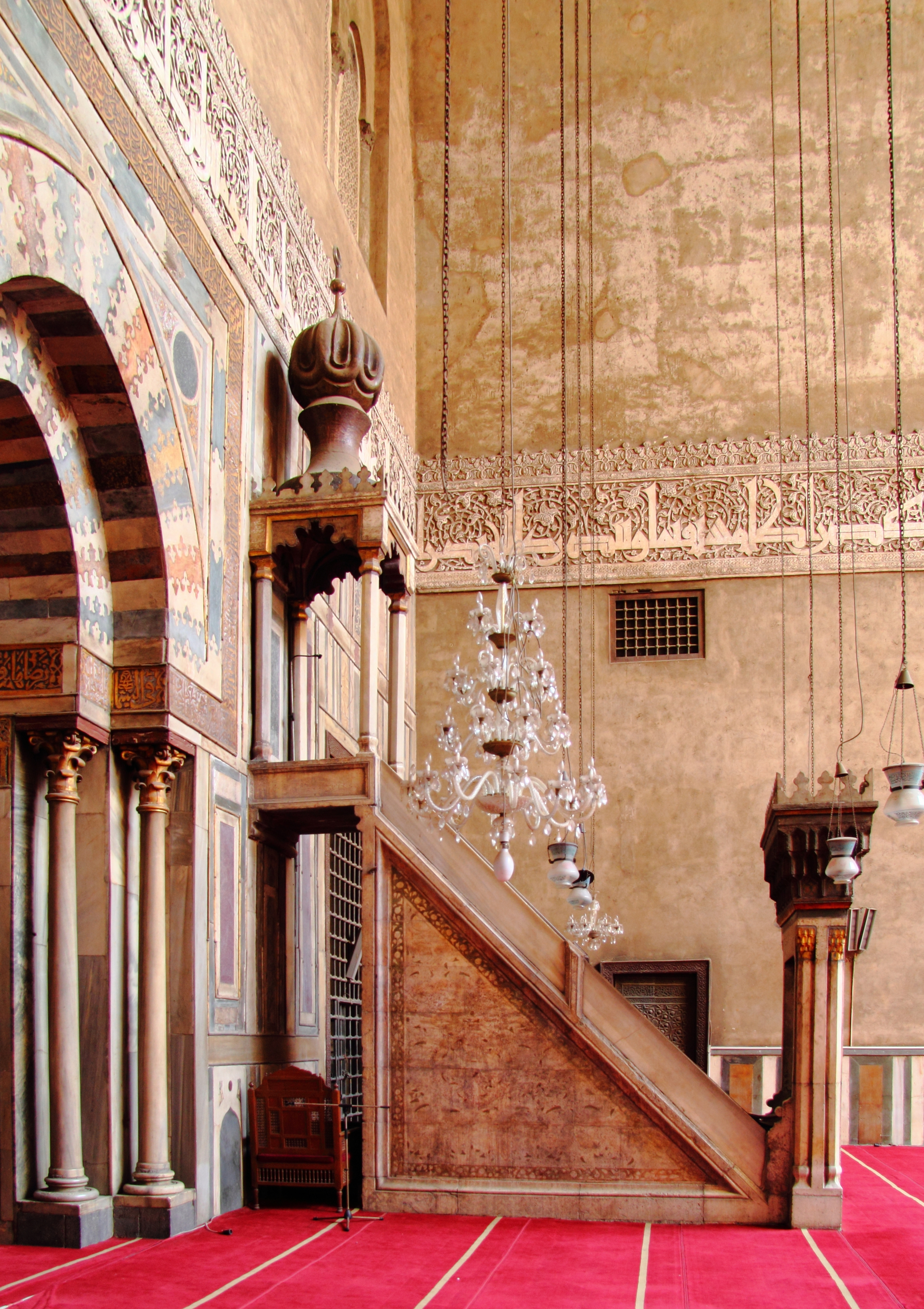
منبر مسجد سلطان حسن

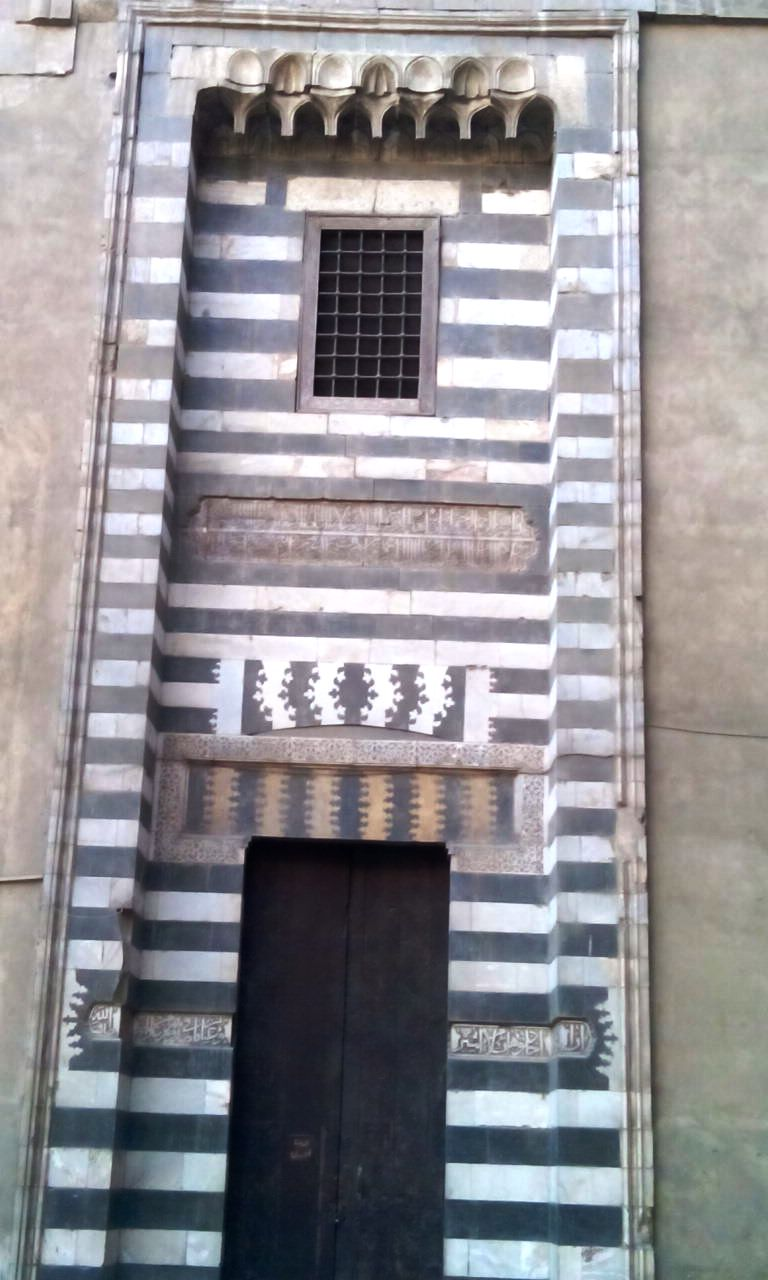
Mosque-Madrassa of Sultan Hassan 026

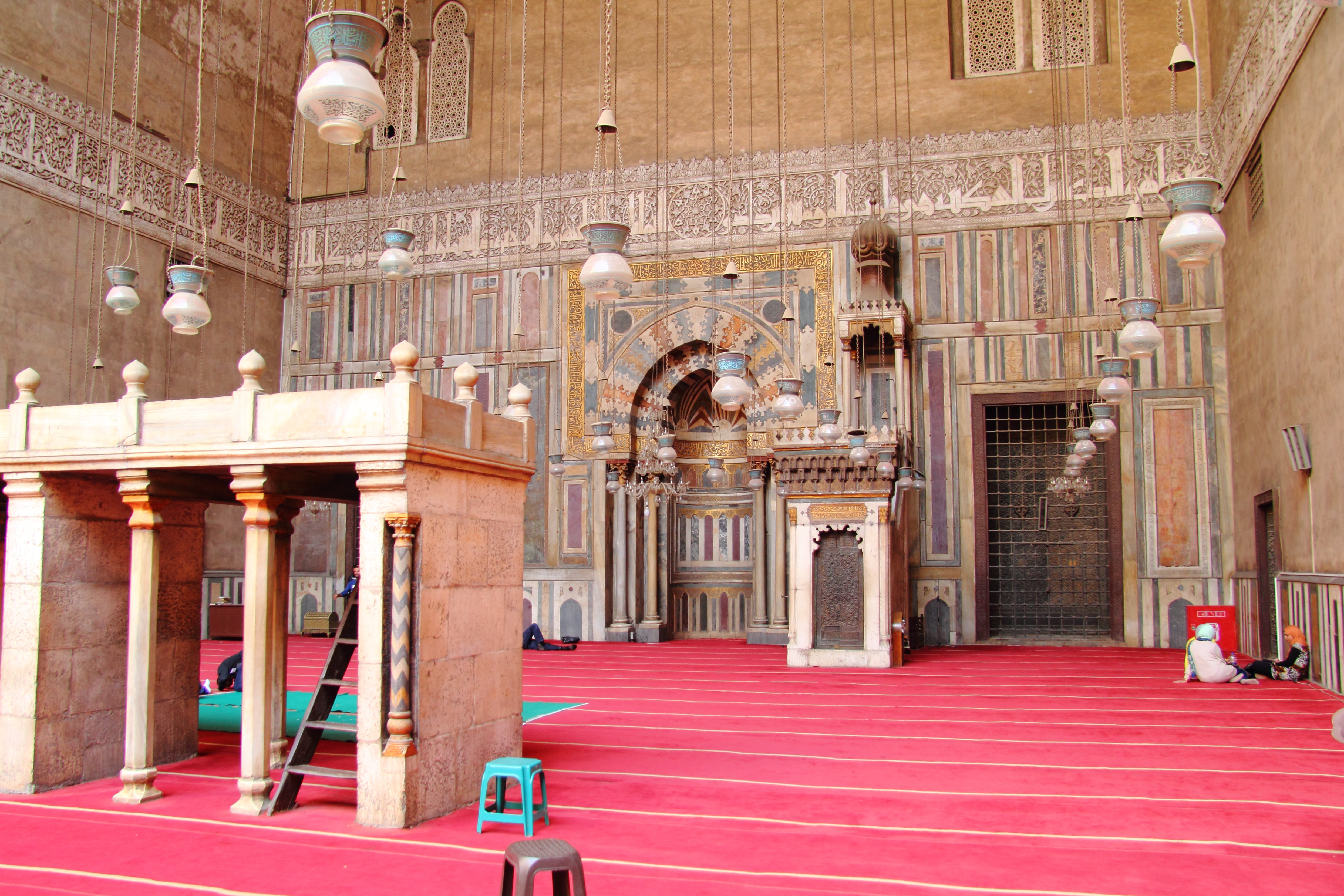
Sultan-Hassan-Moschee 2015-11-14q

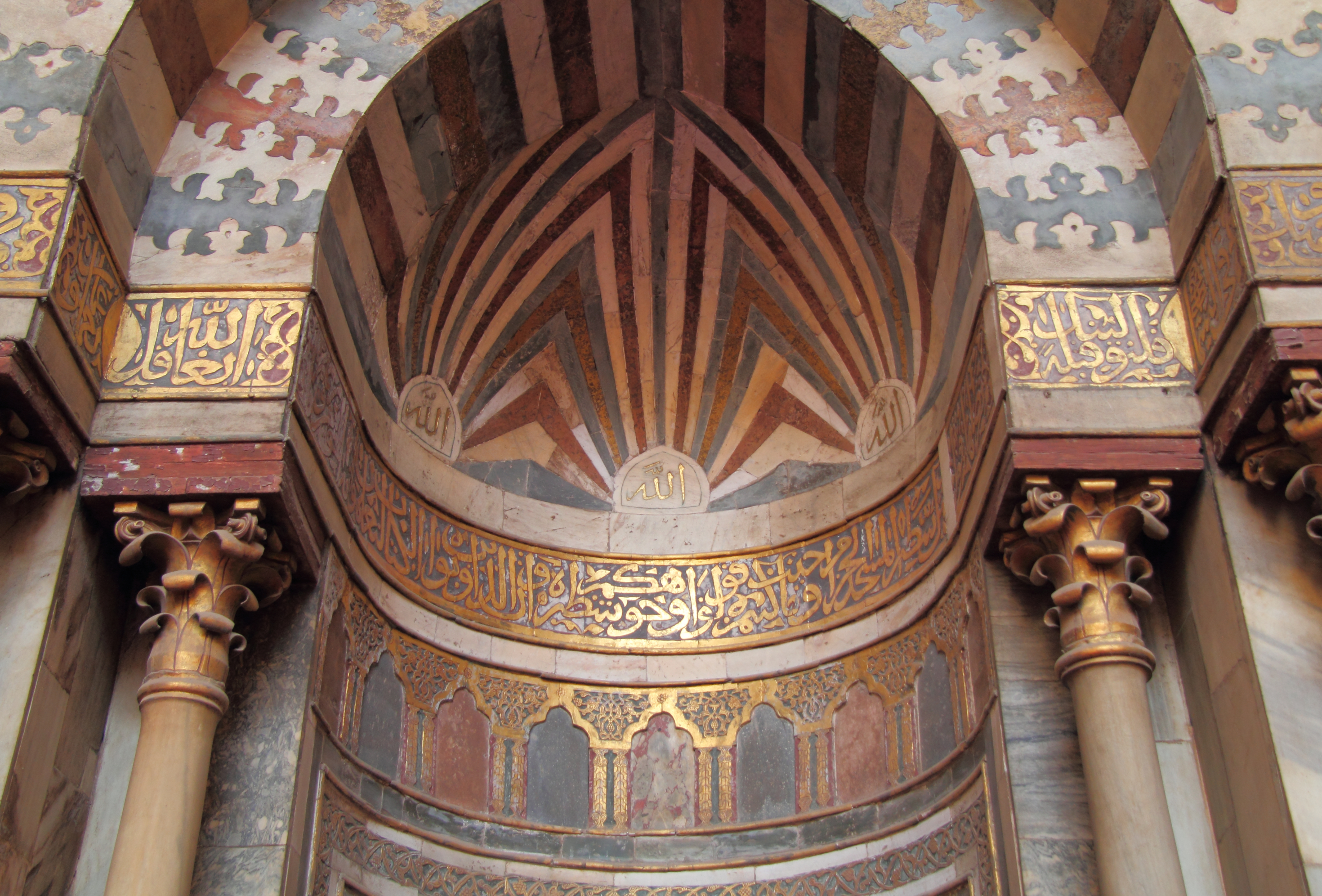
Sultan-Hassan-Moschee 2015-11-14t